# Tart
Tart é uma comuna francesa na região administrativa da Borgonha-Franco-Condado, no departamento de Côte-d'Or. Estende-se por uma área de 13.68 km², e possui 1.579 habitantes, segundo o censo de 2018, com uma densidade de 120 hab/km².
Foi criada, em 1 de janeiro de 2019, a partir da fusão das antigas comunas de Tart-le-Haut e Tart-l'Abbaye.